# Veit Königer

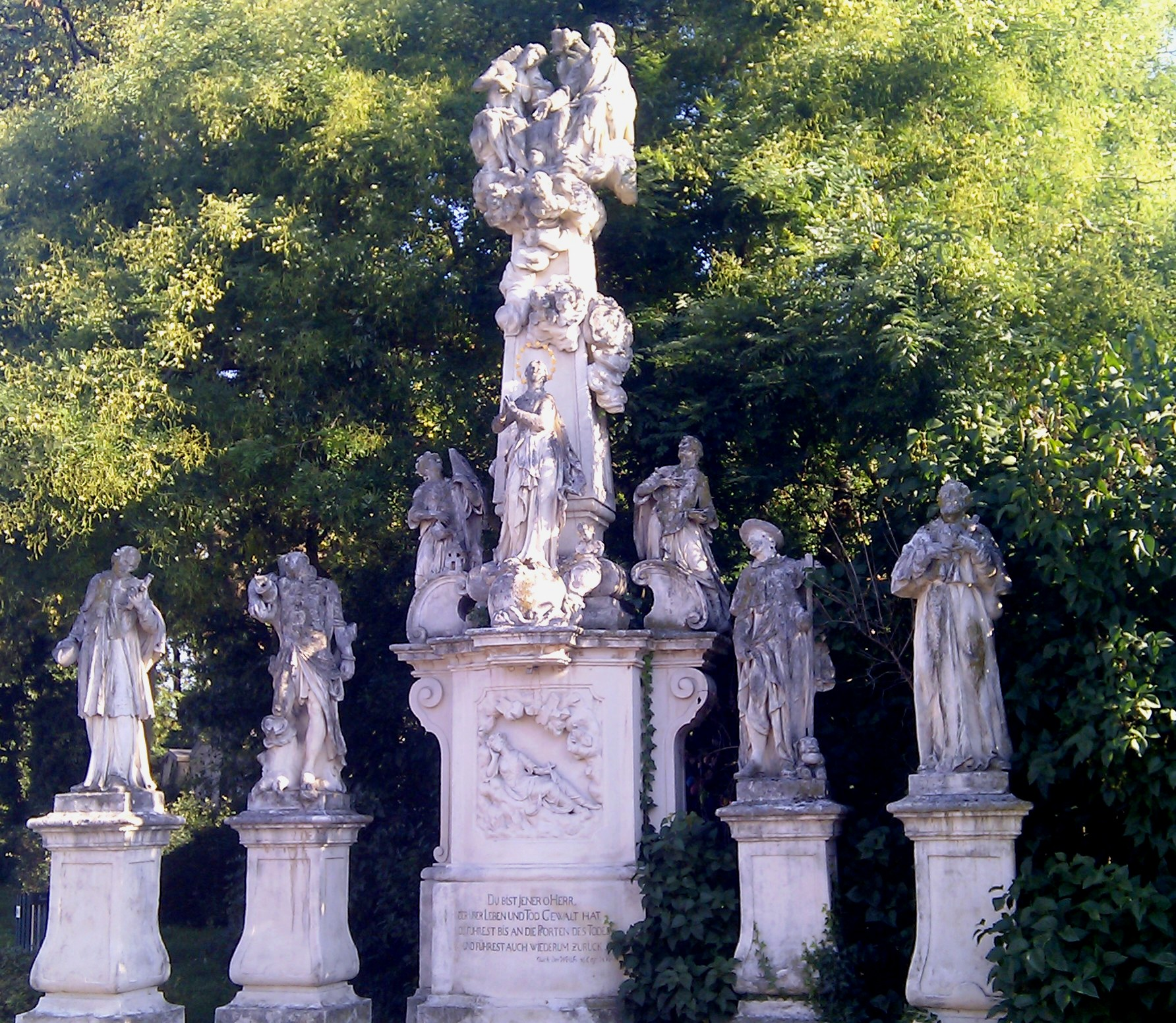
Dreifaltigkeitssäule vor dem St.-Peter-Stadtfriedhof in Graz

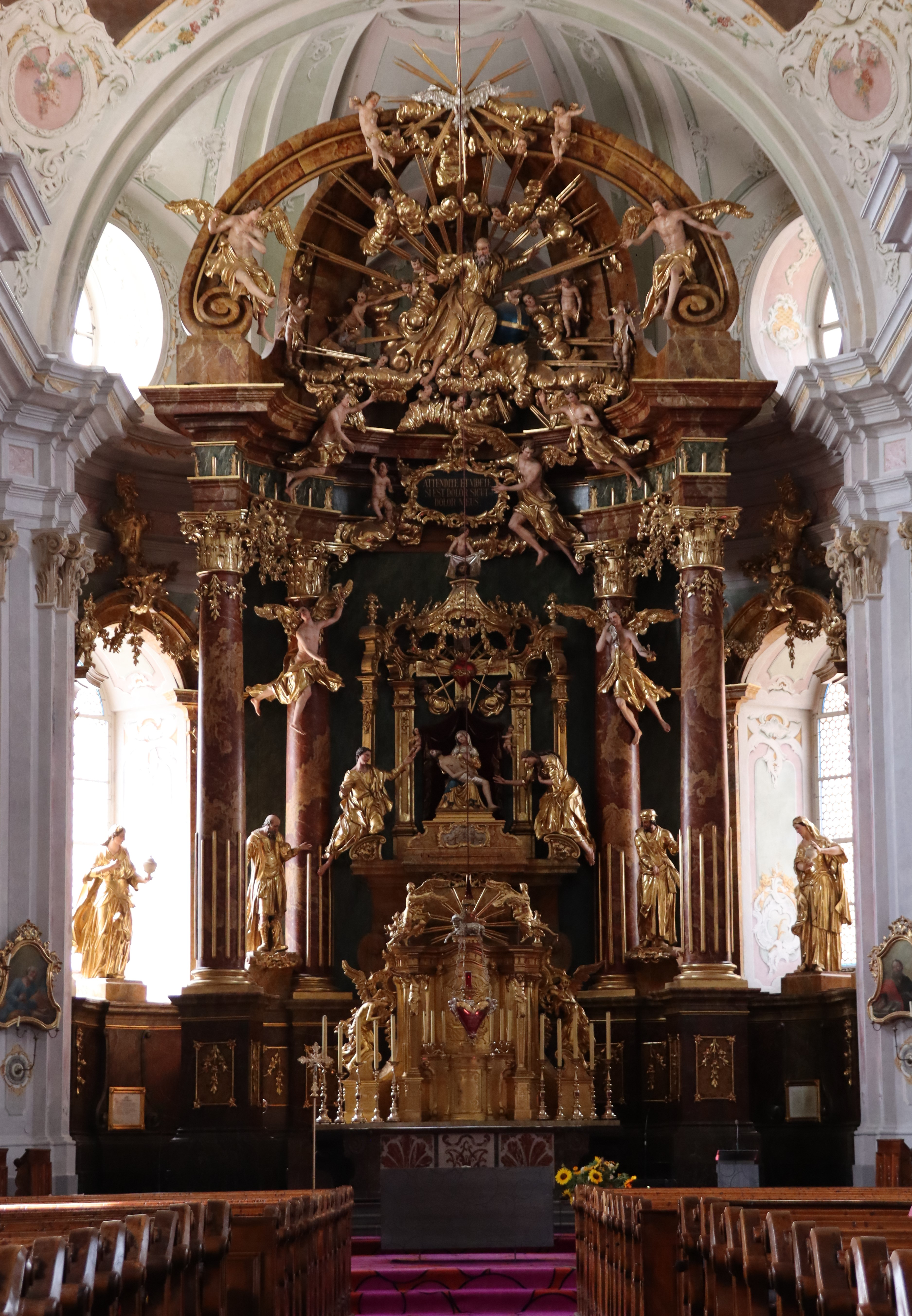
Hochaltar der Weizbergkirche

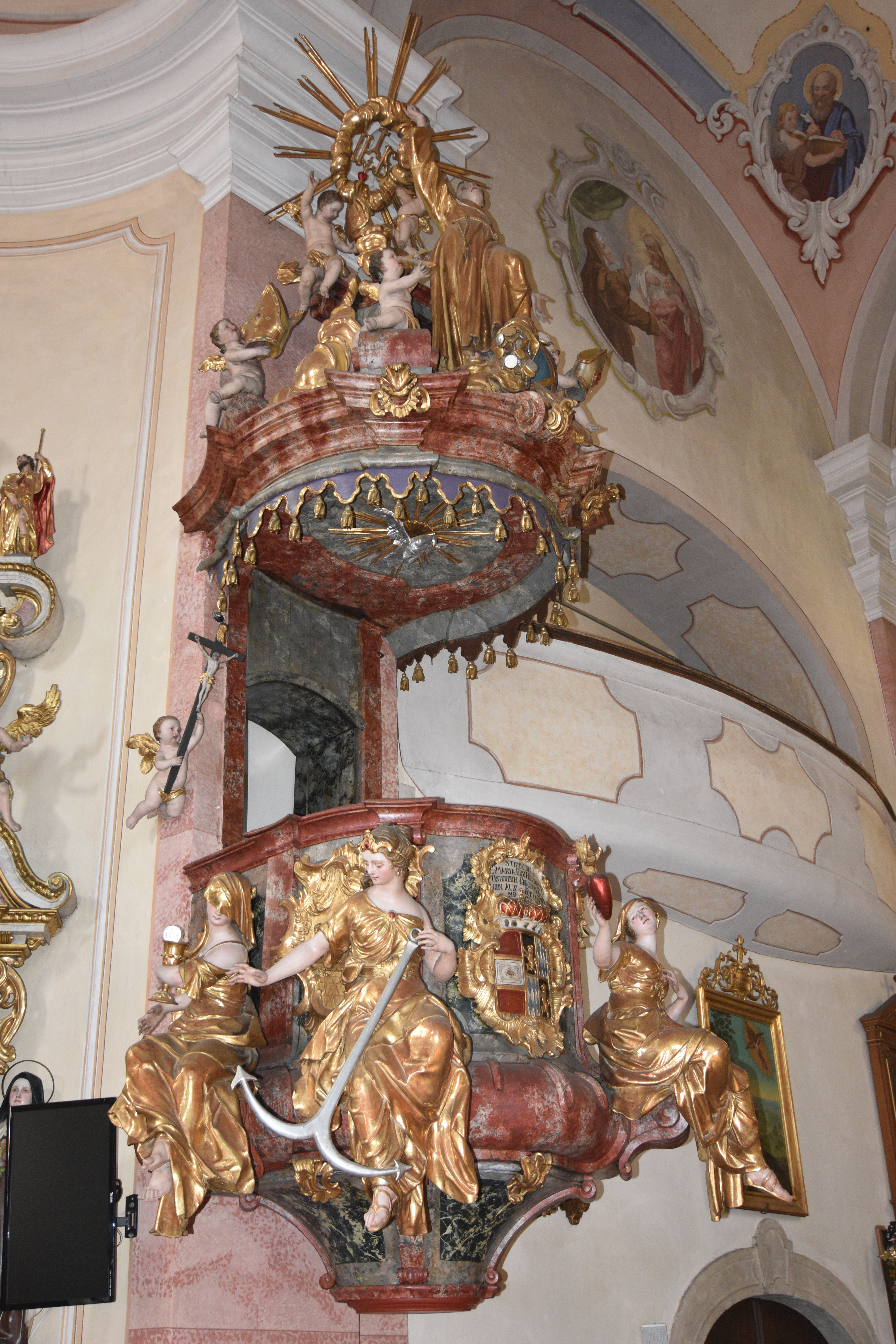
Kanzel der Pfarrkirche Nestelbach bei Graz

Veit Königer (* 1. Juli 1729 in Obervierschach (heute Gemeinde Innichen), Südtirol; † 2. Dezember 1792 in Graz) war ein Südtiroler Bildhauer.

## Leben
Veit Königer wurde als Vitus Kiniger als zweites von vier Kindern geboren. Seine Eltern waren Josef Kiniger (1695–1743) und Eva Toldin († 1741), Taufpate war Vitus Fuchs, dem der Knabe seinen Namen verdankt. Nach seiner Kindheit im nahen Sexten besuchte er vermutlich die Stiftsschule in Innichen/San Candido, wo sein künstlerisches Talent früh entdeckt und gefördert wurde. Seine Lehrzeit verbrachte er bei einem Bildhauer in der Umgebung. In Frage kommt die Werkstatt eines gewissen Matthias Schranzhofer (1667–1758).
1751 wurde Veit Königer als Schüler in der Akademie der bildenden Künste in Wien aufgenommen. Seine Studiendauer betrug vier Jahre; Studienleiter war Professor Jakob Christoph Schletterer (1699–1774). Königer erhielt nach Studienende die Erlaubnis, einen Degen mit sich zu führen. 1754 nahm er an einem Wettbewerb der Akademie teil und gewann den ersten Preis vor seinem Mitschüler Johann Baptist Hagenauer. Mit 21 von 26 Stimmen war eine Plastik des Herakles im Kampf gegen den Riesen Antäus erfolgreich.
Vermutlich wenig später verließ Veit Königer die Akademie und Wien. Was ihn dazu veranlasste, nach Graz zu gehen und dort in die Bildhauerwerkstätte von Josef Schokotnigg einzutreten, ist unbekannt. 1756 heiratete er in der Pfarrkirche St. Peter die Tochter seines Meisters, Elisabeth Schokotnigg. Trauzeuge der Braut war der Maler Johann Baptist Raunacher. Nach dem Tod des Schwiegervaters übersiedelte er mit seiner Werkstätte in die Schönaugasse 49, wo er sein erstes bekanntes Werk schuf, den Herz-Jesu-Altar für die Barmherzigenkirche in Graz. Das Gebiet, auf dem seine Werkstätte stand, wurde einstmals „Kirtratten“ genannt und befindet sich heute im Bereich der Straßenbahnremise Steyrergasse.
1756 gebar Veit Königers Gemahlin den ersten Sohn, Joseph Philipp; 1758 folgte Tochter Maria Anna Helena, nur ein Jahr später die Zwillingsmädchen Magdalena und Elisabeth. Am 10. Mai 1769 wurde Veit Königer zum „wirklichen Mitglied“ der Akademie der bildenden Künste in Wien ernannt. Anfang März 1773 starb Königers Frau Elisabeth im Alter von 43 Jahren. Nur zwei Monate später heiratete der Künstler die Professorentochter Elisabeth Tälscher in der Schatzkammer der Kirche zu Mariahilf. Diese starb kinderlos im Mai 1790.
Kurze Zeit nach dem Tod seiner zweiten Frau heiratete Königer im Alter von 61 Jahren im Februar 1791 die 26-jährige Barbara Scheiflein aus Preding. Dieser Verbindung entstammen zwei weitere Kinder: Vitus (* April 1792) und Franz von Paola (* März 1792). Wenige Monate später starb Veit Königer am 2. Dezember 1792 im Alter von 63 Jahren an den Folgen eines Schlaganfalls, dem wahrscheinlich eine längere Krankheit vorangegangen war. Seine letzte Ruhe fand der Bildhauer am Ortsfriedhof St. Peter in Graz.
Königer galt als Kinderfreund und Mann des Volkes. Er übernahm zwischen 1755 und 1775 nicht weniger als 35 Taufpatenschaften: ein Kind von Jakob Philipp Straub, sechs Kinder des Malers Johann Baptist Raunacher, Kinder von anderen Kollegen und diversen Handwerkern und Dienstpersonal. Anlässlich seines 200. Todestages am 27. November 1992 fand die Erstausgabe einer 5-Schilling-Sonderbriefmarke statt.

## Stil und Arbeitsumfeld

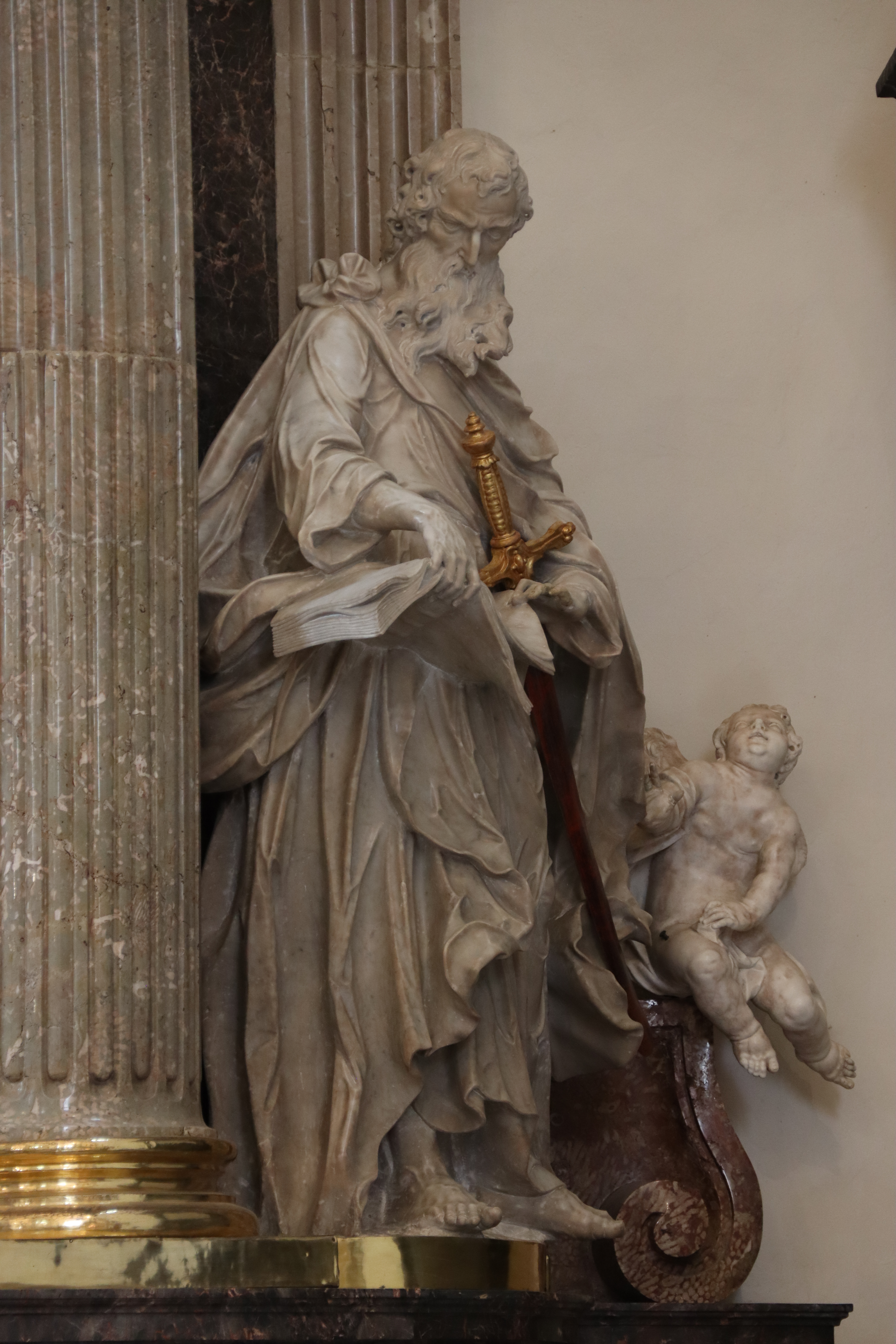
Paulus-Figur am Ignatius-Altar im Grazer Dom

Es war die Zeit des Rokoko. Seine Werkstätte war gut ausgelastet. Bis zu neun Gehilfen unterstützten ihn bei seiner Arbeit. Arbeiten aus seinen Werkstätten finden sich in zahlreichen Kirchen und Kapellen der gesamten Steiermark und darüber hinaus.
Der Paulus des Ignatius-Altars im Grazer Dom mit seinen „vornehmen Gewandfiguren“ aus „gezogenen Diagonalfalten mit ondulierenden Säumen“ gilt als Königers bedeutendste Figur.

## Werke

### Altäre
Er schuf einige bedeutende Altäre in der Steiermark:
- Grazer Dom
- Pfarrkirche St. Peter (Graz)
- Pfarrkirche hl. Leonhard in Feldbach
- Taborkirche in Weiz
- Weizbergkirche in Weiz
- Wallfahrtskirche Maria Trost in Fernitz (nicht erhalten, da 1895 durch einen neugotischen Altar von Hans Pascher ersetzt)
- Pfarrkirche Hall bei Admont in Admont
- Pfarrkirche Kapfenberg-St. Oswald (gesamte Innenausstattung)
- Pfarrkirche St. Magdalena (Wildon)

### Kanzeln
- Kirche Mariatrost
- Pfarrkirche Nestelbach bei Graz

### Skulpturen
- Wallfahrtskirche Maria Heilbrunn
- Schloss Schönbrunn in Wien
- Gut Hornegg in Preding, Steiermark
- Dreifaltigkeitssäule vor dem St.-Peter-Stadtfriedhof in Graz
- Zwei Statuen in der Kirche von Gaj nad Mariborom, Slowenien